# Cannoniera
Il termine cannoniera ha due accezioni diverse: può indicare un tipo di imbarcazione armata con cannoni, oppure l'apertura praticata nelle mura di fortificazioni o nelle murate delle navi per permettere il passaggio dei colpi dei cannoni retrostanti; in questo secondo caso, il termine è sinonimo di troniera.
Per quanto riguarda le navi cannoniere, il termine è piuttosto generico e la sua connotazione precisa è cambiata nel corso degli anni.

## Storia

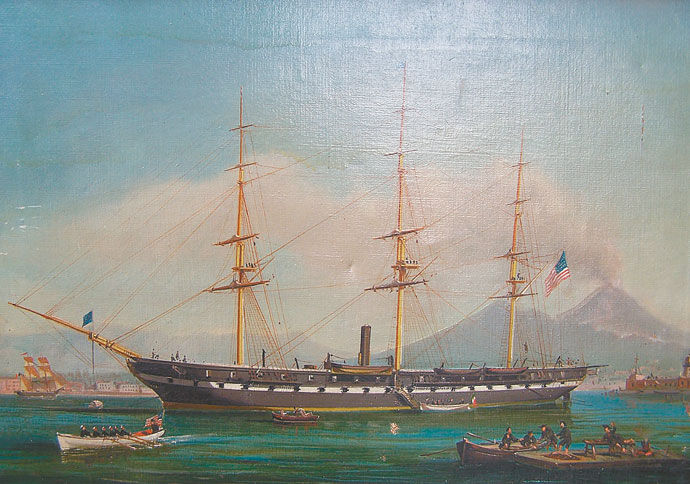
La USS Alliance

Nell'epoca della navigazione a vela, una cannoniera fu solitamente una piccola imbarcazione (scialuppa, lancia o lancione) priva di ponte con un singolo cannone a canna liscia a prua. Una cannoniera poteva avere uno o due alberi o essere spinta solo a remi, ma la versione tipica era di un natante a singolo albero di circa 15 m di lunghezza. Alcuni tipi di cannoniere erano armate con due cannoni, oppure montavano un certo numero di cannoncini.
Il loro vantaggio era che poiché potevano portare solo un singolo cannone questo poteva essere piuttosto pesante, per esempio un 32 libbre, e che date le ridotte dimensioni potevano manovrare in acque basse, dove la navigazione era più difficile per navi di dimensioni maggiori. Un singolo centro da una fregata avrebbe potuto demolire una cannoniera, ma una fregata che si trovasse ad affrontare una mezza dozzina di cannoniere in un estuario sarebbe stata gravemente danneggiata prima di poter riuscire ad affondarle tutte. Le cannoniere erano di costruzione rapida e veloce, a combattere nella Battaglia di Valcour Island del 1776 sul Lago Champlain di New York furono in gran parte cannoniere costruite sul momento, che le fonti anglosassoni chiamano "gundelos".
Tutte le marine dell'età della vela avevano a disposizione un certo numero di cannoniere, queste avevano un ruolo chiave nel piano francese di invasione del Regno Unito del 1804 e vennero intensamente usate dalla Danimarca durante la Guerra delle cannoniere. Tra il 1803 e il 1812 la US Navy basò la sua forza navale su cannoniere costiere, sperimentando una varietà di progetti, ma queste furono praticamente inutili nella guerra anglo-americana (1812-1815) e ritornò all'uso di navi maggiori.
Il termine sperimentò un revival nella guerra civile americana e venne comunemente usato per indicare piroscafi che montavano una dozzina o più di cannoni, a volte di grosso calibro. Questi furono di solito corazzati.
Alla fine del XIX secolo e all'inizio del XX secolo il termine "cannoniera" venne usato per le più piccole unità armate. Nella US Navy queste imbarcazioni hanno il simbolo di classificazione di scafo "PG" (per patrol gunboat - "cannoniera di pattuglia"), di solito avevano un dislocamento inferiore alle 2.000 t, erano lunghe 65 m, un pescaggio di 3-5 (a volte molto meno) e montavano diversi cannoni fino a 5-6 pollici di calibro (127 – 152 mm). Una caratteristica importante di questi scafi fu la capacità di operare lungo i fiumi, permettendo loro di raggiungere rapidamente bersagli nell'entroterra in modi che prima dello sviluppo dell'aeroplano erano altrimenti impossibili. In questo periodo le cannoniere furono usate dalle potenze navali per azioni di polizia nelle colonie o contro nazioni più deboli, per esempio in Cina, fu questo tipo di cannoniere ad ispirare il termine "diplomazia delle cannoniere".

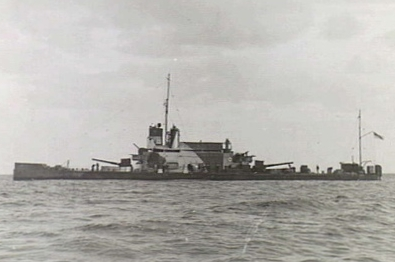
La HMS Ladybird nel 1940

Durante la seconda guerra mondiale le cannoniere della Royal Navy erano unità simili alle MTB (motosiluranti), ma prive di tubi lanciasiluri ed armate solo con mitragliatrici ed armi di calibri fino a 57 mm, usate per attaccare altre piccole imbarcazioni e denominate MGB Motor Gun Boat.
Nel dopoguerra il termine venne usato per battelli più piccoli, con dislocamento dell'ordine delle 500 t. Le cannoniere fluviali della guerra del Vietnam divennero note come "Brownwater Navy" ("Marina delle acque marrone").